# Mirolestes barbiellinii
Mirolestes barbiellinii är en tvåvingeart som beskrevs av Charles Howard Curran 1935. Mirolestes barbiellinii ingår i släktet Mirolestes och familjen rovflugor. Inga underarter finns listade i Catalogue of Life.